# Линдер, Гурли
Ане Линдер Гурли, урождённая Петерсон (швед. Gurli Linder; 1 октября 1865 года — 3 февраля 1947 года, Стокгольм) — шведская писательница, феминистка. Принимала активное участие в общественной жизни Швеции в конце XIX века. Способствовала развитию в стране детской литературы.

## Биография
Линдер Гурли родилась 1 октября 1865 года в городе Tysslinge, муниципалитет Эребру. Была дочерью помещика Карла Густава Петерсона (Carl Gustaf Peterson) и Мари Кристин Кавли (Marie Christine Kavli). В 1879 году её семья переехала в Стокгольм. После смерти отца училась Hammarstedt School, затем училась в колледже Högre lärarinneseminariet, который закончила в 1885 году. В годы учёбы начала участвовать в шведском женском движении. Одной из её подруг по колледжу была будущий лауреат Нобелевской премии писательница Сельма Лагерлеф, с которой Линдер Гурли сохранила дружбу на долгие годы.
После учёбы Линдер два года работала школьным учителем. В июне 1887 года вышла замуж за норвежского филолога Нильса Линдера (Nils Linder, 1835—1904), который был её учителем в педагогическом колледже. Пользуясь авторитетом мужа, она посещала в Стокгольме светские приемы, салоны и клубы, собрания, устраиваемые феминисткой Ellen Key. О своих впечатлениях начинающая журналистка Линдер писала в прессе. В эти годы Линдер основала Ассоциацию Dräktreformförening, призванную обеспечить практичной одеждой школьниц и женщин с детьми, отстаивала женские права.
Написала несколько статей совместно с инженером и воздухоплавателем Соломоном Андре, с которым у неё были романтические отношения.
Линдер Гурли скончалась 3 февраля 1947 года в Стокгольме, похоронена на кладбище Норра begravningsplatsen.